# Episodi di Street Legal (serie televisiva 1987) (ottava stagione)
L'ottava stagione della serie televisiva Street Legal è stata trasmessa in anteprima in Canada dalla CBC Television tra l'8 ottobre 1993 e il 6 novembre 1994.
| nº | Titolo originale                     | Titolo italiano | Prima TV Canada  | Prima TV Italia |
| -- | ------------------------------------ | --------------- | ---------------- | --------------- |
| 1  | Strictly Business                    |                 | 8 ottobre 1993   |                 |
| 2  | Hasta La Vista                       |                 | 15 ottobre 1993  |                 |
| 3  | Truth or Dare                        |                 | 22 ottobre 1993  |                 |
| 4  | But Not Forgotten                    |                 | 29 ottobre 1993  |                 |
| 5  | Black and White in Color             |                 | 5 novembre 1993  |                 |
| 6  | Fit Punishment                       |                 | 12 novembre 1993 |                 |
| 7  | What's Love Got to Do with It?       |                 | 19 novembre 1993 |                 |
| 8  | Truth, Lies and Consequences         |                 | 26 novembre 1993 |                 |
| 9  | Do the Right Thing                   |                 | 3 dicembre 1993  |                 |
| 10 | Feared by the Bad, Loved by the Good |                 | 10 dicembre 1993 |                 |
| 11 | The Cost of Love                     |                 | 17 dicembre 1993 |                 |
| 12 | Fair Is Foul                         |                 | 7 gennaio 1994   |                 |
| 13 | The Firm                             |                 | 14 gennaio 1994  |                 |
| 14 | Persons Living or Dead               |                 | 21 gennaio 1994  |                 |
| 15 | Crossroads                           |                 | 28 gennaio 1994  |                 |
| 16 | The Morning After                    |                 | 4 febbraio 1994  |                 |
| 17 | No Holds Barred                      |                 | 11 febbraio 1994 |                 |
| 18 | The Long and Winding Road            |                 | 18 febbraio 1994 |                 |
| 19 | Last Rites (Part 1)                  |                 | 6 novembre 1994  |                 |
| 20 | Last Rites (Part 2)                  |                 | 6 novembre 1994  |                 |